# Culex edwardsi
Culex edwardsi är en tvåvingeart som beskrevs av Philip James Barraud 1923. Culex edwardsi ingår i släktet Culex och familjen stickmyggor. Inga underarter finns listade i Catalogue of Life.